# 自動點膠機
自動點膠機，工業上點膠機的使用相當廣泛，諸如IC封裝、光電廠、LCD廠LCD框膠、LED廠LED封裝LED灌膠、電腦手機外殼封裝、筆記型電腦膠合、SMT零件使用、過錫爐前點膠固定、印刷電路板組裝等等。
點膠主要是屬於BONDING的後段製程，其功用在保護基板、微電路、IC，防止微塵、水氣、光線等物質進入，避免對產品產生損壞。點膠機市面上作業方式劃分為人工式與機械式兩種，人工式搭配精密加工作業流程，屬於需耗費人力成本作業，機械式目前漸取代人工作業，使用方便、設定好設定值即可操作，技術可不需另外搭配電腦，運用單機運作就可操作自如，較人工準確可靠。
其應用材料包括：UV膠、矽力康、環氧樹脂、紅膠、銀膠、AB膠、COB黑膠、導電膠、散熱鋁膏、瞬間膠等等。